# Constant Roux
Constant Roux (ur. 20 kwietnia 1869 w Marsylii  – zm. 17 listopada 1942 w Marsylii) – francuski rzeźbiarz.